# Deense expeditie naar Arabië (1761-1767)

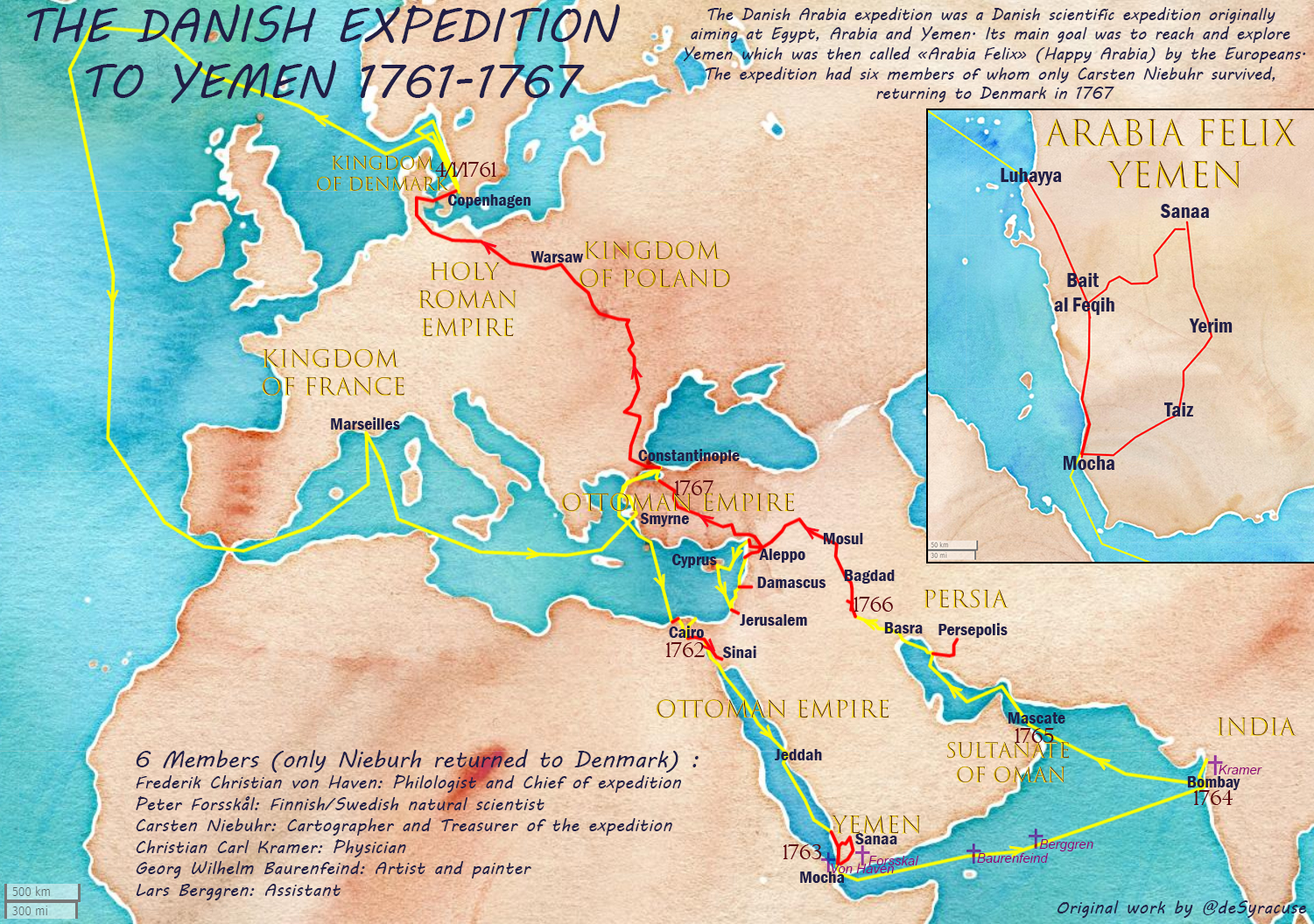
De reisroute

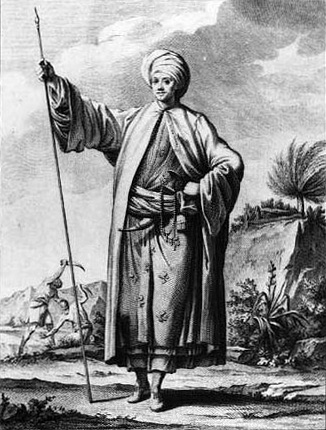
Carsten Niebuhr in Arabië

De Deense expeditie naar Arabia Felix (in het Deens: Den Arabiske Rejse) was een wetenschappelijke expeditie naar Egypte, Arabië en Syrië, georganiseerd in opdracht van koning Frederik V van Denemarken. Het belangrijkste doel was onderzoek dat nieuw licht moest werpen op het Oude Testament; daarnaast onderzoek naar de natuurlijke historie, geografie en topografie van de te bezoeken gebieden. Er waren zes expeditieleden van wie alleen Carsten Niebuhr de reis overleefde. Hij keerde na veel omzwervingen in het Nabije Oosten terug in Kopenhagen en publiceerde belangrijke boeken naar aanleiding van zijn reis. De wederwaardigheden van de expeditie vormen de basis van de roman Arabia Felix (1962) door Thorkild Hansen.

## Doel en expeditieleden
De oriëntalist Johann David Michaelis, hoogleraar aan de universiteit van Göttingen, vatte het idee op om een taalgeleerde naar "Arabia Felix" ("het gelukkige Arabië", Zuid-Arabië) te sturen om nieuw materiaal te verzamelen voor de studie van filologie en exegese van het Oude Testament. Hij stelde dit plan voor aan Johann von Bernstorff, de belangrijkste man in de regering van Frederik V, een verlicht monarch met een reputatie als bevorderaar van kunst en wetenschappen. Het voorstel werd goedgekeurd en uitgebreid met onderzoek naar de geschiedenis, monumenten, geografie en natuurlijke historie van het gebied.
De deelnemers aan de expeditie waren:

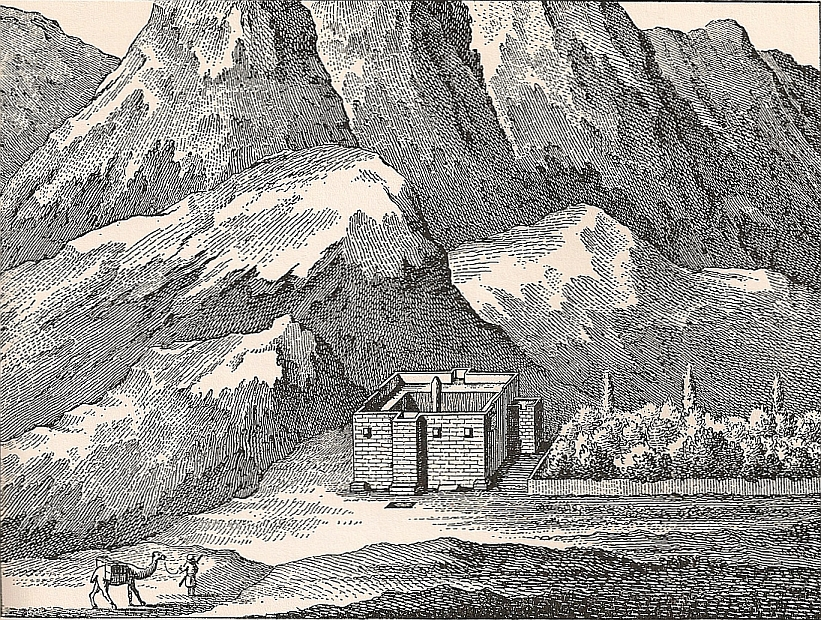
Het Katharinaklooster in 1762

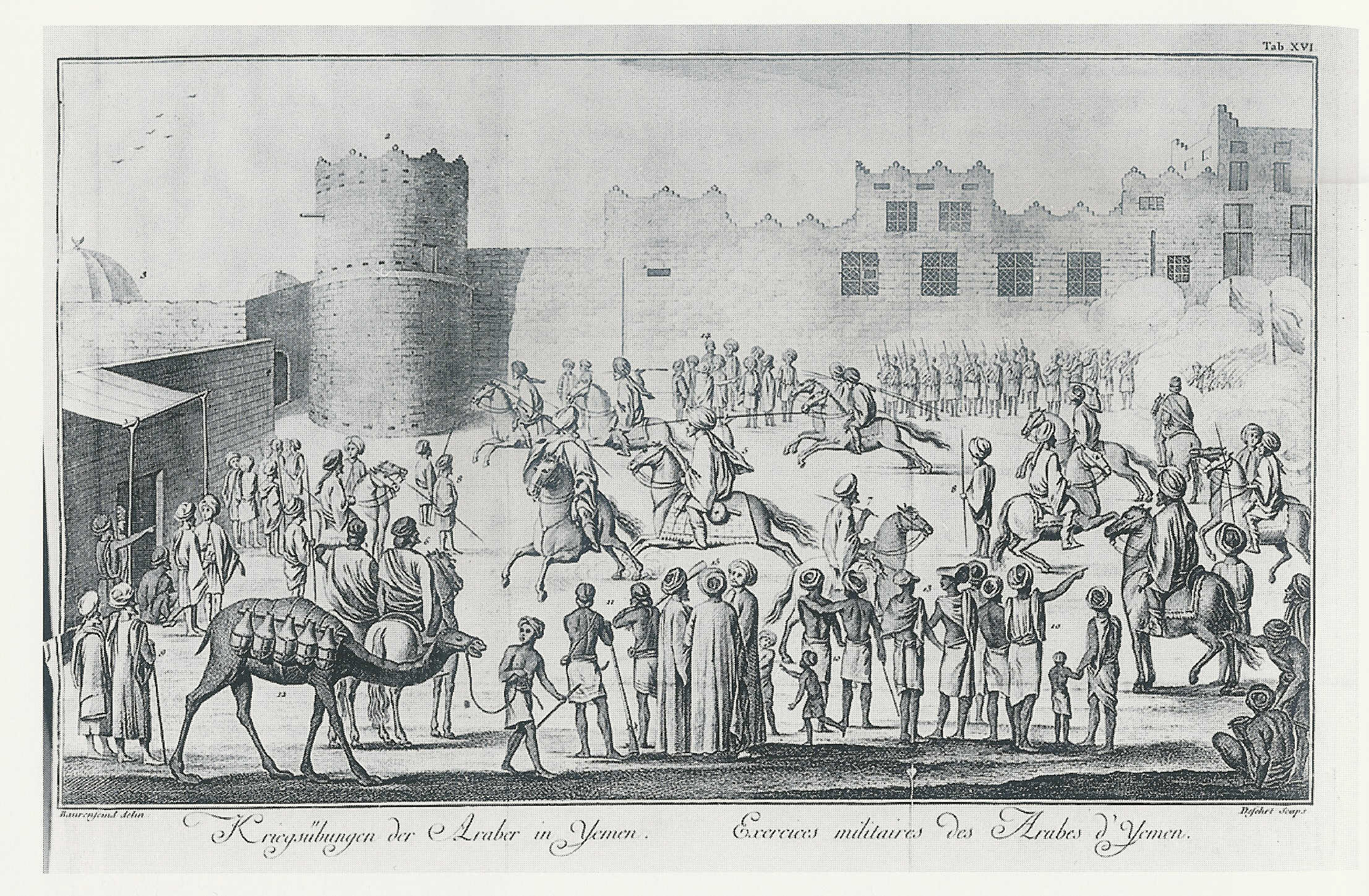
Militaire oefeningen in Jemen

- Frederik Christian von Haven, filoloog, Duitser; in verband met de expeditie benoemd tot hoogleraar aan de Universiteit Göttingen. Zijn opdracht was oosterse manuscripten te verwerven voor de Koninklijke Bibliotheek in Kopenhagen en transcripties te maken van inscripties die hij onderweg vond. Verder zou hij, met het oog op opheldering van bepaalde passages in de Bijbel, taalkundig onderzoek naar het Arabisch doen.
- Peter Forsskål, bioloog, Zweed; leerling van Carl Linnaeus. Aangetrokken om verdere onderbouwing van Linnaeus' bevindingen te verzamelen.
- Carsten Niebuhr, cartograaf en astronoom, Duitser. Hij zou kaarten produceren van tot dan toe ongeëxploreerde gebieden en astronomische observaties doen.
- Christian Carl Cramer, arts. Hij had de opdracht een aantal medische kwesties bestuderen onder de bevolking van Arabië, zowel wetenschappelijk als praktisch.
- Georg Wilhelm Baurenfeind, tekenaar/schilder, verantwoordelijk voor het schetsen van de vondsten van de andere expeditieleden, vooral waar het vergankelijke materialen betrof.
- Lars Berggren, een Zweedse dragonder aangesteld als ordonnans.

## Reisroute
Het eerste plan was om via de Deense kolonie Trankebar naar Jemen te reizen, waar men twee à drie jaar zou verblijven, maar vanwege de lange zeereis werd dit plan verlaten.
De expeditie vertrok met de HMS Grønland uit Kopenhagen op 7 januari 1761 en bereikte via de Dardanellen en Constantinopel op (datum?) Alexandrië. De leden reisden langs de Nijl en deden onderzoek naar de geschiedenis en natuurlijke historie van Beneden-Egypte en de Sinaï tot september 1762. Toen vertrokken ze vanuit Suez per schip naar Jeddah en verder over land naar Mokka. 
De gezondheid van de expeditieleden was slecht; in mei 1763 overleed Von Haven in Mokka aan malaria. Kort daarop, tijdens de reis naar Sanaa, bezweek ook Forsskål aan de ziekte. De overgebleven expeditieleden bereikten Sanaa, maar konden het klimaat niet verdragen en keerden terug naar Mokka. Niebuhr bleef in leven door de inheemse kleding- en voedingsgewoonten over te nemen. 
Gedurende acht maanden onderzocht Niebuhr een groot deel van Jemen en had verschillende audiënties bij de imam van Sana'a. Op 23 augustus 1763 vertrok de expeditie vanuit Mokka naar Bombay, maar onderweg overleden Baurenfeind en Berggren, en kort na aankomst ook Cramer. Niebuhr bleef als enige expeditielid over. Vaak voelde hij zich zo zwak dat hij vreesde nooit meer thuis te komen. Toch zag hij kans de ruïnes van Elephanta te bezoeken en hier aantekeningen te maken. Hij verbleef veertien maanden in Bombay.
In oktober 1764(?) begon Niebuhr met zijn bediende aan de terugreis. De eerste stop was Masqat (Oman), daarna Bushehr (Perzië), Shiraz en Persepolis. Hij bracht een maand door in de ruïnes van de antieke stad om tekeningen te maken van de monumenten en inscripties. Zijn tekeningen van de inscripties in Persepolis werden later mede de basis van de ontcijfering van het spijkerschrift en daarmee van de Assyriologie. Hoewel zijn bediende hier overleed en zijn ogen verzwakten door het werken in het verblindende zonlicht, beschouwde hij het als een hoogtepunt van zijn reis. Waarschijnlijk heeft hij ook de Behistuninscriptie gezien rond 1764. 
Via Bushehr, de Perzische Golf en Basra bereikte Niebuhr Bagdad in november 1765. Hij bezocht verder Babylon (en maakte belangrijke tekeningen van de ruïnes), Mosoel, Diyarbakir en Aleppo. Van hieruit bezocht hij Cyprus. Daarna reisde hij rond in Palestina, vanuit Jaffa naar Jeruzalem en Damascus. Ten slotte reisde hij naar Anatolië, stak het Taurusgebergte over naar Bursa en bereikte Constantinopel in februari 1767. In november van dat jaar arriveerde hij in Kopenhagen.

## Niet gehaalde doelen
Vanwege het overlijden van Van Haven en Forskål vond er minder taalkundig en natuurhistorisch onderzoek plaats dan gepland. Van Haven was door ziekte te zeer verzwakt om veel materiaal te verzamelen. Forskål had wel veel materiaal verzameld. De zeven kisten met zijn samples van flora en fauna bleven echter tot 1770 ongeopend in Kopenhagen staan. Bij het openen bleek de collectie onbruikbaar geworden door verrotting en schimmel.
Niebuhrs astronomische observaties werden jammergenoeg pas een generatie na zijn terugkeer gepubliceerd. Als student van Tobias Mayer was hij de eerste die diens methode in de praktijk bracht, maar onder druk van Maximilian Hell zag Niebuhr af van publicatie. Betrouwbare, gedetailleerde kaarten van de Middellandse Zee en de Levant werden pas gepubliceerd na de Franse expeditie naar Egypte in 1798-1801. Niebuhrs kaart van de Rode Zee en Jemen werden wel gepubliceerd en gebruikt door latere Britse expedities in dit gebied.

## Resultaten
Het werk van Forskål en Niebuhr is op andere gebieden van groot belang gebleken. Niebuhr publiceerde niet alleen zijn eigen werk, maar ook dat van Forskål:
- C. Niebuhr, Beschreibung von Arabien (3 delen; Kopenhagen, 1772, 1774 en 1778). Het vierde deel, gebaseerd op materiaal dat verzameld was door de Arabische expeditie, werd pas in 1837 gepubliceerd, geredigeerd door zijn dochter.
- Vertalingen van Niebuhrs reisverslag, met name de Engelse samenvatting Travels through Arabia (R. Heron, Edinburgh, 1792).
- P. Forsskål, Descriptiones animalium, Flora Ægyptiaco-Arabica en Icones rerum naturalium (Kopenhagen, 1775-1776).